# ليديا إيبرهارت
ليديا إيبرهارت (بالألمانية: Lydia Eberhardt)‏ هي رياضية خماسي ألمانية، ولدت في 7 فبراير 1913 في آيسلينغن في ألمانيا، وتوفيت في 1997 في غايزلينغن آن در اشتايغه في ألمانيا.

## وصلات خارجية
- ليديا إيبرهارت على موقع أوليمبيديا (الإنجليزية)